# The Return of the Prodigal Son
The Return of the Prodigal Son è un album di Stanley Turrentine, pubblicato dalla Blue Note Records solo nel 2008. Il disco fu registrato negli studi di Rudy Van Gelder in Englewood Cliffs, New Jersey (Stati Uniti) in due differenti session svolte nel 1967, i brani rimasero inediti fino alla pubblicazione del CD.

## Tracce
1. Return of the Prodigal Son – 6:36 (Harold Ousley) – Registrato il 23 giugno 1967 a Englewood Cliffs (New Jersey)
2. Pres Delight (aka "Flying Jumbo") – 7:06 (Stanley Turrentine) – Registrato il 23 giugno 1967 a Englewood Cliffs (New Jersey)
3. Bonita – 6:10 (Antônio Carlos Jobim, Ray Gilbert) – Registrato il 23 giugno 1967 a Englewood Cliffs (New Jersey)
4. New Time Shuffle – 5:55 (Joe Sample) – Registrato il 23 giugno 1967 a Englewood Cliffs (New Jersey)
5. Better Luck Next Time – 5:18 (Irving Berlin) – Registrato il 23 giugno 1967 a Englewood Cliffs (New Jersey)
6. Ain't No Mountain High Enough – 4:36 (Nicholas Ashford, Valerie Simpson) – Registrato il 23 giugno 1967 a Englewood Cliffs (New Jersey)
7. Dr. Feelgood – 5:41 (Aretha Franklin, Ted White) – Registrato il 28 luglio 1967 a Englewood Cliffs (New Jersey)
8. The Look of Love – 6:02 (Burt Bacharach, Hal David) – Registrato il 28 luglio 1967 a Englewood Cliffs (New Jersey)
9. You Want Me to Stop Loving You – 5:28 (Wild Bill Davis, Mayme Watts) – Registrato il 28 luglio 1967 a Englewood Cliffs (New Jersey)
10. Dr. Feelgood (Alternate take) – 5:58 (Aretha Franklin, Ted White) – Registrato il 28 luglio 1967 a Englewood Cliffs (New Jersey)

## Musicisti
Stanley Turrentine Orchestra
Brani 1, 2, 3, 4, 5 & 6
- Stanley Turrentine  - sassofono tenore
- Joe Farrell  - sassofono tenore, flauto
- Al Gibbons  - sassofono alto, flauto, clarinetto basso
- Mario Rivera  - sassofono baritono
- Joe Shepley  - tromba, flugelhorn
- Marvin Stamm  - tromba, flugelhorn
- Garnett Brown  - trombone
- Julian Priester  - trombone
- McCoy Tyner  - pianoforte
- Bob Cranshaw  - contrabbasso
- Ray Lucas  - batteria
- Duke Pearson  - arrangiamenti

Stanley Turrentine Nonet
Brani 7, 8, 9 & 10
- Stanley Turrentine  - sassofono tenore
- James Spaulding  - sassofono alto, flauto
- Blue Mitchell  - tromba
- Garnett Brown  - trombone
- McCoy Tyner  - pianoforte
- Duke Pearson  - organo, arrangiamenti
- Bob Cranshaw  - contrabbasso
- Ray Lucas  - batteria
- Richard Landrum  - congas, bongos, tamburello